# Jeong Woo-yeong
Jeong Woo-yeong (ur. 20 września 1999 w Ulsan) – południowokoreański piłkarz występujący na pozycji napastnika, reprezentant Korei Południowej.

## Kariera klubowa

### Bayern Monachium
30 czerwca 2017 podpisał dwuletni kontrakt z Bayernem Monachium, a do klubu oficjalnie dołączył 1 stycznia 2018. W drużynie Bayernu Monachium II zadebiutował 12 lipca 2018 w meczu Fußball-Regionalliga przeciwko VfB Eichstätt (1:5), w którym zdobył dwie bramki. 27 listopada 2018 zadebiutował w pierwszej drużynie w meczu fazy grupowej Ligi Mistrzów przeciwko SL Benfica (5:1). W Bundeslidze zadebiutował 2 marca 2019 w meczu przeciwko Borussii Mönchengladbach (1:5). W sezonie 2018/19 zdobył mistrzostwo Fußball-Regionalliga z Bayernem Monachium II oraz mistrzostwo Niemiec z Bayernem Monachium. W sezonie 2019/20, przebywając na wypożyczeniu z klubu SC Freiburg, wraz z drużyną zdobył mistrzostwo 3. Fußball-Liga.

### SC Freiburg
1 lipca 2019 przeszedł do klubu SC Freiburg. W barwach drużyny zadebiutował 10 sierpnia 2019 w meczu pierwszej rundy Pucharu Niemiec przeciwko 1. FC Magdeburg (0:1). Pierwszą bramkę zdobył 18 września 2019 w meczu rezerw klubu w rozgrywkach Fußball-Regionalliga przeciwko FSV Frankfurt (4:0). 29 stycznia 2020 udał się na półroczne wypożyczenie do Bayernu Monachium. W Bundeslidze zadebiutował 19 września 2020 w meczu przeciwko VfB Stuttgart (2:3).

### VfB Stuttgart
11 lipca 2023 VfB Stuttgart ogłosił, że zawodnik dołączył do klubu podpisując trzyletni kontrakt. 

## Statystyki
(aktualne na dzień 16 listopada 2020)
| Klub                       | Sezon              | Liga                 | Liga  | Liga   | Puchar kraju | Puchar kraju | Europa | Europa | Suma  | Suma   |
| Klub                       | Sezon              | Liga                 | Mecze | Bramki | Mecze        | Bramki       | Mecze  | Bramki | Mecze | Bramki |
| -------------------------- | ------------------ | -------------------- | ----- | ------ | ------------ | ------------ | ------ | ------ | ----- | ------ |
| Bayern Monachium II        | 2018/19            | Fußball-Regionalliga | 31    | 13     | –            | –            | –      | –      | 31    | 13     |
| Bayern Monachium II        | Ogólnie            | Ogólnie              | 31    | 13     | 0            | 0            | 0      | 0      | 31    | 13     |
| Bayern Monachium           | 2018/19            | Bundesliga           | 1     | 0      | 0            | 0            | 1      | 0      | 2     | 0      |
| Bayern Monachium           | Ogólnie            | Ogólnie              | 1     | 0      | 0            | 0            | 1      | 0      | 2     | 0      |
| SC Freiburg II             | 2019/20            | Fußball-Regionalliga | 6     | 2      | –            | –            | –      | –      | 6     | 2      |
| SC Freiburg II             | Ogólnie            | Ogólnie              | 6     | 2      | 0            | 0            | 0      | 0      | 6     | 2      |
| SC Freiburg                | 2019/20            | Bundesliga           | 0     | 0      | 1            | 0            | –      | –      | 1     | 0      |
| SC Freiburg                | Ogólnie            | Ogólnie              | 0     | 0      | 1            | 0            | 0      | 0      | 1     | 0      |
| Bayern Monachium II (wyp.) | 2019/20            | 3. Fußball-Liga      | 15    | 1      | –            | –            | –      | –      | 15    | 1      |
| Bayern Monachium II (wyp.) | Ogólnie            | Ogólnie              | 15    | 1      | 0            | 0            | 0      | 0      | 15    | 1      |
| SC Freiburg                | 2020/21            | Bundesliga           | 7     | 0      | 1            | 0            | –      | –      | 8     | 0      |
| SC Freiburg                | Ogólnie            | Ogólnie              | 7     | 0      | 1            | 0            | 0      | 0      | 8     | 0      |
| Ogólnie w karierze         | Ogólnie w karierze | Ogólnie w karierze   | 60    | 16     | 2            | 0            | 1      | 0      | 63    | 16     |

## Sukcesy

### Bayern Monachium
- Mistrzostwo Niemiec (1×): 2018/2019

### Bayern Monachium II
- Mistrzostwo Fußball-Regionalliga (1×): 2018/2019
- Mistrzostwo 3. Fußball-Liga (1×): 2019/2020

### Reprezentacyjne
- Puchar Azji U-23 (1×): 2020